# Bolesław Drewek
Bolesław Drewek, poljski veslač, * 26. november 1903, Schwornigatz, † 11. november 1972, Kudowa-Zdrój.
Drewek je za Poljsko nastopil na Poletnih olimpijskih igrah 1928 v Amsterdamu, kjer je kot krmar četverca s krmarjem osvojil bronasto medaljo.